# Emperatriz Ayala
Emperatriz Ivonne Ayala Lopez (* 27. November 1980) ist eine ehemalige salvadorianische Fußballschiedsrichterassistentin.
Von 2007 bis 2019 stand Ayala auf der Liste der FIFA-Schiedsrichter und war an der Spielleitung internationaler Fußballpartien beteiligt.
Ayala war als Schiedsrichterassistentin unter anderem bei der Weltmeisterschaft 2011 in Deutschland (zwei Einsätze als Assistentin von Carol Chénard), bei der U-20-Weltmeisterschaft 2012 in Japan und bei der U-20-Weltmeisterschaft 2016 in Papua-Neuguinea im Einsatz.